# Польове (Горлівський район)
Польове́ — селище Хрестівської міської громади Горлівського району Донецької області, Україна. Населення — 155 чоловік.

## Загальні відомості
Відстань до райцентру становить близько 27 км і проходить автошляхом місцевого значення.
Селище фактично є анклавом у межах Бахмутського району, межує із с-щем. Данилове та Весела Долина Донецької області.
Унаслідок російської військової агресії Польове перебуває на території ОРДЛО.
Біля селища знаходиться найвище місце Донецької області — курган Могила-Гостра (331 м).

## Війна на сході України
13 серпня 2014 року під час обстрілу терористами з БМ-21 «Град» на кургані Гостра Могила поблизу Польового загинув старшина Андрій Грановський. 23 листопада 2014-го внаслідок підриву на розтяжці біля Могили-Гострої загинув старший солдат 169-го навчального центру Сергій Бородай. 16 січня 2015-го поблизу кургану «Гостра Могила» біля селища Польове після мінометного обстрілу бойова машина вийшла з ладу, загорілася, Володимир Тигнян скерував її у ставок. Двом членам екіпажу вдалося вибратися, Володимира Тигняна не змогли витягти — заклинило люк. 16 листопада 2014-го близько опівдні загинув солдат 354-го полку Олександр Іщенко внаслідок наїзду автомобіля на фугас на блокпосту «Гостра Могила» поблизу селища Польового Шахтарського району. Тоді ж загинули підполковник Володимир Рвачов, підполковник Микола Яжук, майор медичної служби Віталій Вашеняк.

## Населення

### Мова
Розподіл населення за рідною мовою за даними перепису 2001 року:
| Мова       | Кількість | Відсоток |
| ---------- | --------- | -------- |
| українська | 99        | 63.87%   |
| російська  | 53        | 34.19%   |
| білоруська | 3         | 1.94%    |
| Усього     | 155       | 100%     |